# Tenino
Tenino (Warm Springs Indijanci).- Pleme ili grupa plemena Shahaptian Indijanaca u području uz rijeku Columbia, napose s ušća Deschutesa i s rijeke John Day, Oregon. Ime označava nekoliko srodnih plemena, viz.:
- Kowasayee, na sjevernoj obali rijeke Columbia a nasuprot ušća Umatilla Rivera.
- Ochechote ili Uchichol, sjeverna obala Columbie, točna lokacija nije poznata, a ime im je nastalo po stijeni blizu ušća Deschutes Rivera.
- Skinpah, na sjevewrnoj obali Columbia Rivera blizu ušća Deschutesa.
- Tapanash, sjeverna obala rijeke Columbia River, blizu Celila, ime se kasnije koristi i za oznaku susjednih bandi.
- Tilkuni, između White i Warm Springsa.
- Tukspush ili John Day, na rijeci John Day River, čersto su nazivani John Day Indians.
- Wahopum, sjeverna obala Columbie, blizu ušća Olive Creeka.
- Deschutes ili Waiam (Wyam), blizu ušća Deschutes Rivera.

## Ime
Značenje imena Tenino nije poznato. Sami sebe nazivaju Meli'-lema, a poularan naziv za njih je Warm Springs Indijanci. 

## Povijest
Za Tenine se prvi puta čuje u ranom 19. stoljeću, a rvi ih 1805 susreće ekspedicija Lewisa i Clarka. Njihovu ranu populaciju Mooney (1928) procjenjuje na 3,600 (1780) uključujući i skupinu Yakima koja je poznata pod imenom Atanum. Ugovorom iz 1855. zajedno s drugim Shahaptian plemenima naseljavaju se na rezervat Yakima u Washingtonu ,gdje se dugo vremena posebno ne popisuju. Gradić u okrugu Thurston u Washingtonu sačuvao je njihovo ime.

## Kultura
Tenino Indijanci pripadaju kulturi Platoa koju karakterizira ribolov i kopanje korijenja. Većinu vremena provode u potrazi za izvorima hrane. Poglavištvo kod njih nije nasljedno, a autoritet mu ovisi o vlastitom utjecaju koji ima među suplemenicima. Sela, točnije lokalne skupine su autonomne.

## Vanjske poveznice
- Kathyrn Lee, Indians of Eastern Oregon